# Sam Kinison

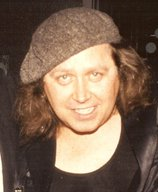
Sam Kinison

Samuel Burl „Sam“ Kinison (* 8. Dezember 1953 in Yakima, Washington; † 10. April 1992 in Needles, Kalifornien) war ein US-amerikanischer Komiker und Schauspieler.

## Leben
Kinison wurde in Yakima geboren. Er war der Sohn von Marie und Samuel Kinison. Sein Vater war Pastor, er arbeitete in verschiedenen Kirchen im ganzen Land. Die Familie zog oft um, unter anderem lebte er in Tulsa, Oklahoma und East Peoria. In East Peoria besuchte er die Community High School. Nach der Schule trat er erst in die Fußstapfen seines Vaters. Er besuchte das Pinecrest Bible Training Center in Salisbury Center in New York. Nach der Scheidung von seiner ersten Frau legte er das Amt nieder und begann mit seiner Karriere als Komiker, zunächst in kleinen Clubs in Houston. Kinison spielte dabei mit seiner ehemaligen Rolle als Prediger, mit satirischen und sakrilegischen Schüssen auf die Bibel. Kinisons gewagte Comedy verhalf ihm zu schnellem Erfolg. 1985 hatte er einen Auftritt bei Late Night with David Letterman. 1986 hatte er sein Filmdebüt.
Kinison war ursprünglich für die Rolle des Al Bundy in der Serie Eine schrecklich nette Familie vorgesehen. Hier hatte er später einen Gastauftritt. Auch trat er in verschiedenen Musikvideos auf. Bis zu seinem Tod 1992 war er u. a. in der Tonight Show und der Howard Stern Show zu sehen. Sein Album Have You Seen Me Lately? wurde in den USA im August 2001 mit einer Goldenen Schallplatte ausgezeichnet.
Kinison starb am 10. April 1992 bei einem Verkehrsunfall auf dem Weg zu einer ausverkauften Show nach Laughlin, Nevada. Er wurde auf dem Memorial Park Cemetery in Tulsa beigesetzt.
Ein knappes Jahr nach seinem Tod strahlte der TV-Sender Fox eine Show zu Ehren Kinisons aus. Jim Carrey und Robin Williams hatten hier Gastauftritte.
Im Februar 2011 berichtete die Toronto Sun, dass Kinison mit der Frau seines besten Freundes ein Kind gezeugt habe. Ein DNA-Test mit seinem Bruder Bill Kinison ergab, dass er zu 99,8 Prozent der Vater ist.

## Filmografie
- 1985: Savage Dawn
- 1986: Mach’s noch mal, Dad
- 1989: Eine schrecklich nette Familie (Staffel 4, Episode 12: Frohe Weihnacht (2))
- 1990: Geschichten aus der Gruft
- 1991: Guitar
- 1991: Charlie Hoover

## Andere Auftritte
- 1987: Sam Kinison: Breaking the Rules
- 1990: Sam Kinison Banned
- 1991: The Sam Kinison Family Entertainment Hour
- 1992: George Carlin: Jammin’ in New York (Dokumentation)
- 1998: Sam Kinison: Why Did We Laugh? (Dokumentation)
- 2011: Nick DiPaolo: Raw Nerve (als Komedie Idol)